# 42 (фильм)
«42» или «Номер 42» (англ. 42) — кинофильм режиссёра Брайана Хелгеленда, вышедший на экраны в 2013 году и рассказывающий о начале карьеры Джеки Робинсона в Главной лиге бейсбола. Название отсылает к номеру, под которым выступал Робинсон. Лента номинировалась на премию «Спутник» за лучшую мужскую роль второго плана (Харрисон Форд).

## Сюжет
1945 год. Руководитель бейсбольной команды «Бруклин Доджерс» Бранч Рикки решает, что его любимой игре пора измениться. Он объявляет своим ближайшим сотрудникам, что хочет взять в команду чернокожего игрока. Эта идея воспринимается с опаской и недоумением, ведь цветные издавна играют в отдельных лигах и путь в соревнования высшего статуса им заказан. Однако Рикки твёрдо стоит на своём и через некоторое время находит подходящего кандидата. Им оказывается парень по имени Джеки Робинсон, который сразу же узнаёт от нового шефа, что нужно быть готовым к любым оскорблениям и провокациям и не позволять себе отвечать на них. Первый сезон он должен провести в фарм-клубе, а затем сможет рассчитывать на попадание в основную команду. Однако для этого нужно преодолеть не только враждебность расистски настроенных трибун, но и сопротивление некоторых одноклубников…

## В ролях
- Чедвик Боузман — Джеки Робинсон
- Харрисон Форд — Бранч Рикки
- Николь Бехари — Рейчел Робинсон
- Кристофер Мелони — Лео Дюроше
- Райан Мерриман — Дикси Уокер
- Лукас Блэк — Пи Ви Риз
- Андре Холланд — Уэнделл Смит
- Алан Тьюдик — Бен Чапмен
- Хэмиш Линклейтер — Ральф Бранка
- Т. Р. Найт — Гарольд Пэрротт
- Джон Макгинли — Ред Барбер
- Тоби Хасс — Клайд Сьюкфорт
- Джереми Рэй Тейлор — мальчик (впервые на широком экране)